# Herren, vår Gud, är en konung i makt och i ära
Herren, vår Gud, är en konung i makt och i ära är en lovpsalm av Zacharias Topelius från 1869 efter Joachim Neanders psalm från 1680, Lobe den Herren, den mächtigen König der Ehren. Motsvarigheten på engelska är Praise to the Lord the Almighty, the King of creation. Melodin (9/4, F-dur), som är samma för de tyska och engelska versionerna, är upptecknad i Stralsund 1665 och är samma som till Jublen, I himlar, I änglar, lovsjungen i körer. I Koralbok för Nya psalmer, 1921, användes samma melodi också till Ära ske Herren! Vår hjälpare Herren är vorden (1819 nr 383) och Kom inför Herren med tacksamhet, gamla och unga (1921 nr 638, 1986 nr 168).

## Publicerad i
- Svenska Missionsförbundets sångbok 1920 som nr 20 under rubriken "Skapelsen"
- Nya psalmer 1921 som nr 503 under rubriken "Guds härlighet i hans väsen och verk".
- Frälsningsarméns sångbok 1929 som nr 263 under rubriken "Jubel, erfarenhet och vittnesbörd".
- Musik till Frälsningsarméns sångbok 1930 som nr 263
- Guds lov 1935 som nr 1 under rubriken "Inledningssånger"
- Sionstoner 1935 som nr 1 under rubriken "Inledning och bön"
- 1937 års psalmbok som nr 13 under rubriken "Guds lov".
- Finlandssvenska psalmboken 1943 som nr 401
- Psalmer för bruk vid krigsmakten 1961 som nr 13 verserna 1-4.
- Frälsningsarméns sångbok 1968 som nr 712 under rubriken "Begynnelse Och Avslutning".
- Sionstoner 1972 som nr 199.
- Den svenska psalmboken 1986 som nr 2 under rubriken "Lovsång och tillbedjan".
- Finlandssvenska psalmboken 1986 som nr 289 under rubriken "Glädje och tacksamhet".
- Lova Herren 1988 som nr 7 under rubriken "Guds majestät och härlighet".
- Sångboken 1998 som nr 46.
- Cecilia 2013 som nr 4 under rubriken "Lovsång och tillbedjan".